# نغوين نغوك آن
نغوين نغوك آن (مواليد 26 أكتوبر 1981) هو سبّاح فيتنامي، مثّل بلاده في الألعاب الأولمبية الصيفية 2000.

## روابط خارجية
نغوين نغوك آن على موقع الاتحاد الدولي للسباحة (الإنجليزية)
- نغوين نغوك آن على موقع أوليمبيديا (الإنجليزية)